# Chrysopa valdezi
Chrysopa valdezi is een insect uit de familie van de gaasvliegen (Chrysopidae), die tot de orde netvleugeligen (Neuroptera) behoort. 
Chrysopa valdezi is voor het eerst wetenschappelijk beschreven door Banks in 1924.